# ووری له پتیت
ووری له پتیت (به فرانسوی: Vavray-le-Petit) یک کامین در فرانسه است که در Canton of Heiltz-le-Maurupt واقع شده‌است.

## خصوصیات
ووری له پتیت ۵٫۳۹ کیلومترمربع مساحت و ۵۸ نفر جمعیت دارد و ۱۲۵ متر بالاتر از سطح دریا واقع شده‌است.